# Sit d'Oaxaca
El sit d'Oaxaca (Aimophila notosticta) és un ocell de la família dels passerèl·lids (Passerellidae). És endèmic l'estat mexicà d'Oaxaca on viu en boscos secs i matolls espinosos i té una distribució molt limitada i rara.
La població està en lent declivi a causa de la pèrdua d'hàbitat.